# Аллигатор (бронеавтомобиль)
Aligator 4x4 (словац. Aligátor, "аллигатор") - словацкий тип вездеходного, внедорожного, легкобронированного автомобиля-амфибии, способного перевозить до четырех человек. Машина эксплуатируется Сухопутными войсками Словацкой Республики, а также Словацкой полицией.

## Производство
Разработка бронемашины Aligator началась после 1994 года компаниями Transmisie a.s. и ZTE TEES в Мартине, Словакия, и Kerametal, последняя предоставила композитное керамическое покрытие для металлокерамической брони машины. Первоначально вооружённые силы Словакии рассчитывали на закупку 250 единиц, но позже это число было снижено до половины от озвученной суммы.
Машина была впервые публично представлена 30 апреля 1997 года на полевых испытаниях в Ясенской долине, Словакия, а позже в том же году на выставке оборонной промышленности IDET '97.
Aligator 4x4 - это вездеход-амфибия, способный передвигаться по воде. Оснащён небольшой системой гребных винтов, которая позволяет ему переходить вброд реки и озёра, не погружаясь под воду. Стандартное оснащение автомобиля включает герметичную закрытую кабину экипажа с вентиляцией, тепловым обогревом кабины, оборудование для дневного наблюдения, приборы ночного видения, средства связи и двигательную установку амфибии.
Машина легкобронирована (используется стальная броня с композитным керамическим покрытием) и может противостоять огню из стрелкового оружия, но уязвима для противотанковых ракет и мин. Большинство вариантов по умолчанию не оснащены системой вооружения. Машина может иметь боевой модуль, установленный на автомобиле и управляемый из кабины экипажа (это использовалось и тестировалось в нескольких вариантах). Благодаря своим небольшим размерам машина легко развертывается тяжёлым транспортным самолётом или транспортным вертолётом. Шины, поставляемые компанией Michelin, предназначены для того, чтобы выдерживать попадания из лёгкого стрелкового оружия.
Aligator 4x4 Master - это прототип модернизированного варианта машины, разработанный в 2000-х годах. В середине 2000-х годов как словацкое правительство, так и словацкие вооруженные силы начали сокращать свои потребности в большем количестве производимых транспортных средств, при этом интерес переключился на автомобили классов MRAP и IMV, производимые в других странах.
Проект Aligator 4x4 был постепенно свёрнут в 2007 и 2008 годах, после того как общий объем инвестиций составил 210 миллионов словацких крон. Автомобиль больше не выпускается.

## Служба
С конца 1990-х годов для Вооружённых сил Словакии было произведено чуть более 40 бронеавтомобилей Aligator 4x4 (всего 44), которые поставлялись на протяжении 2000-х годов. Из-за их более ограниченной защиты от мин и самодельных взрывных устройств (СВУ) и отсутствия защиты от противотанковых ракет они использовались только внутри страны и для словацких миротворческих миссий в Боснии и Косово.
Хотя в Aligator 4x4 было внедрено несколько инновационных систем для эффективной защиты экипажа от угроз, связанных с химическим оружием, машина считалась в основном неудачной, главным образом из-за её более уязвимой брони и некоторых старых проблем с двигателем. Хотя шины Aligator 4x4 должны были выдерживать огонь из стрелкового оружия и оставаться работоспособными даже после частичной дефляции, проблема со спущенной шиной на Aligator в 2007 году привела к автомобильной аварии между данным бронеавтомобилем и грузовиком.

## Варианты

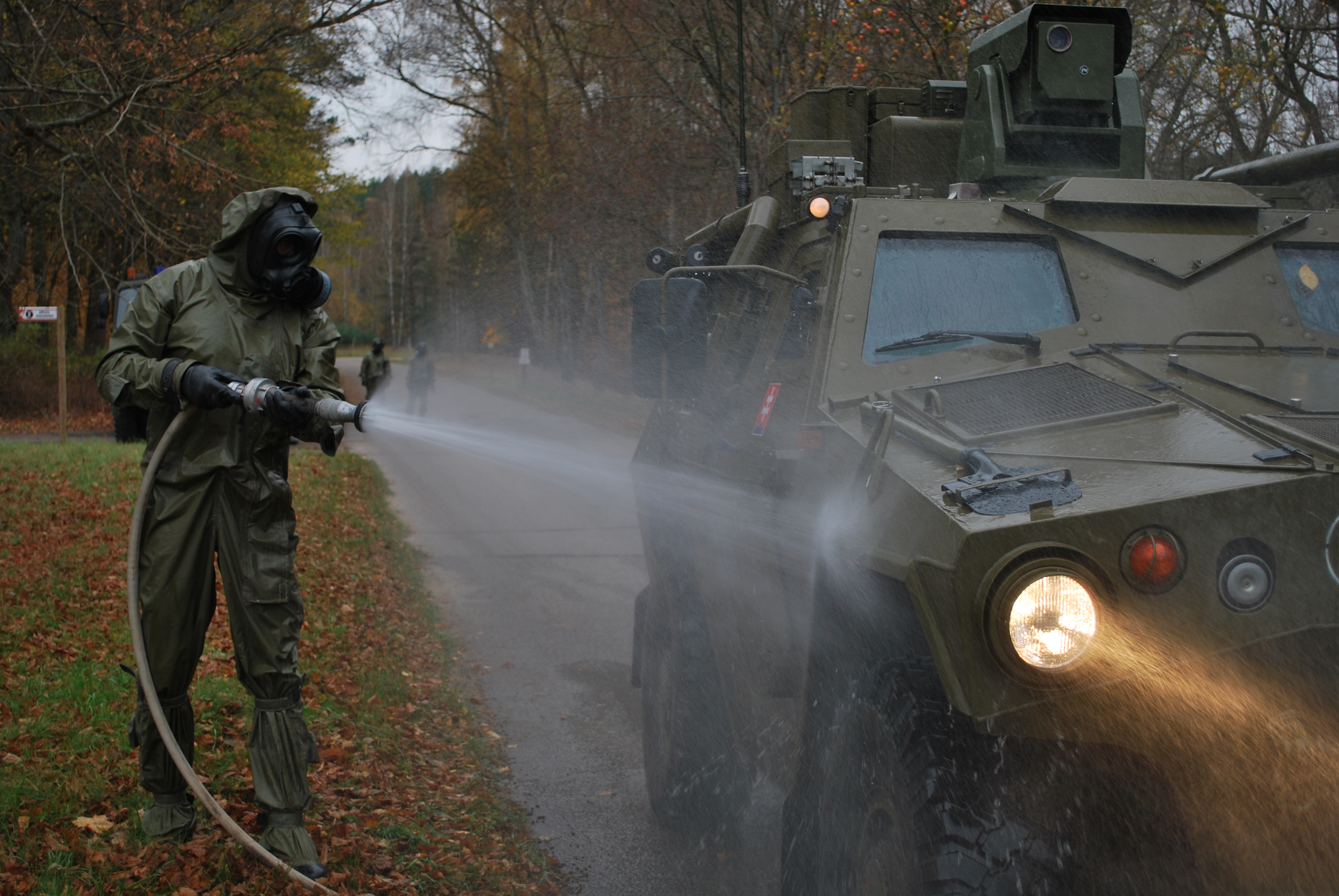
Aligator 4x4 (вероятно, вариант RCHBO) во время тренировки по обороне CBRN на международных военных учениях Steadfast Jazz 2013

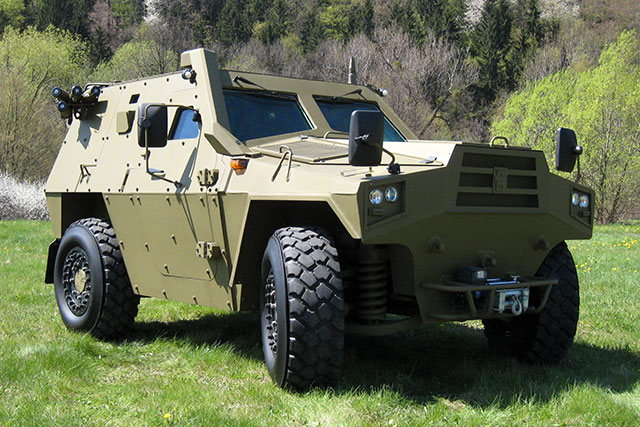
Aligator 4x4 Master (прототип модернизированного варианта, середина-конец 2000-х годов)

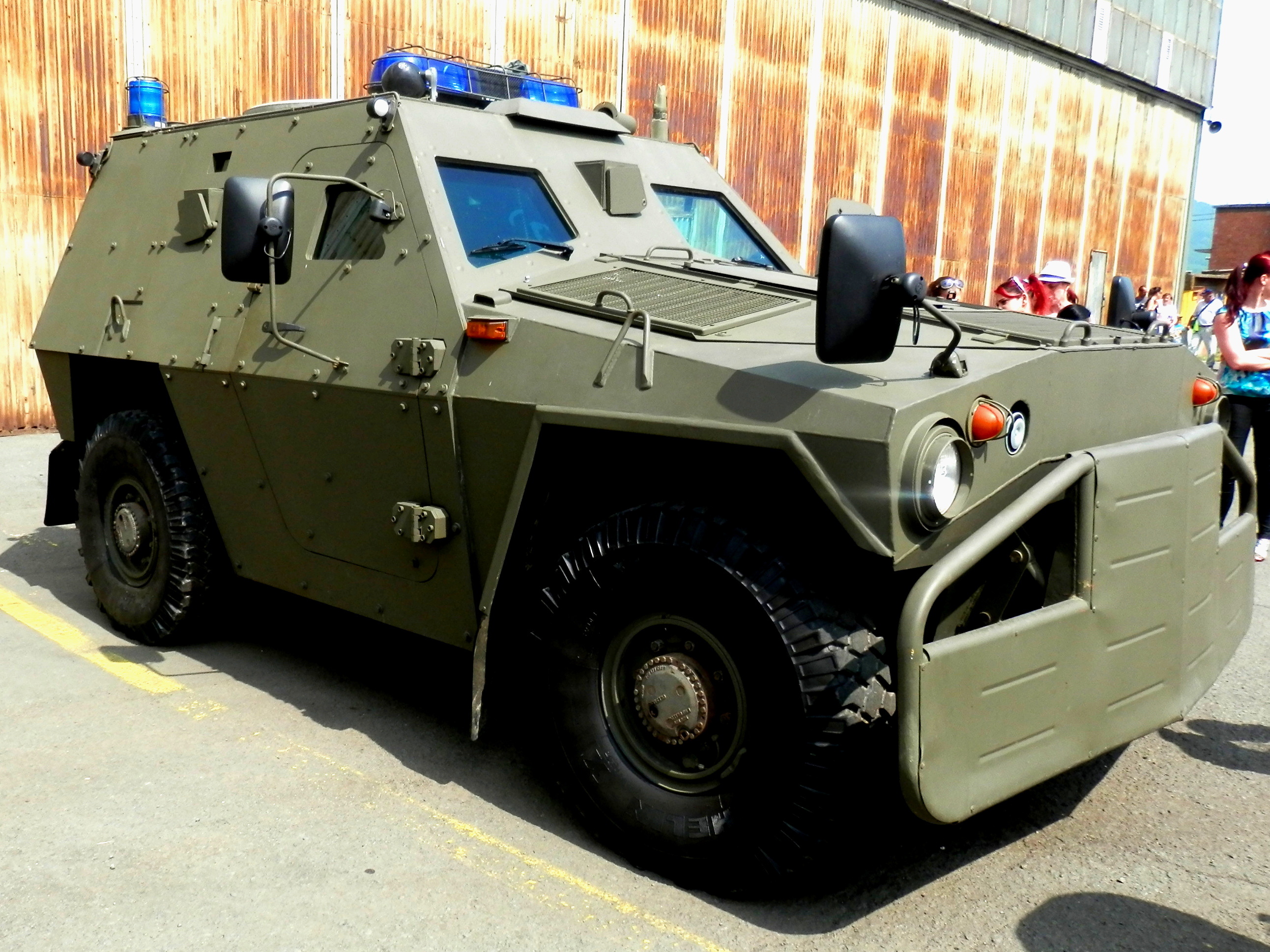
Полицейская версия Aligator 4x4 Master обновлённый вариант, июнь 2019 г.

- Aligator 4x4 PCM" - производственный вариант. Полицейская версия - лёгкая бронированная машина с оборудованием, предназначенным для правоохранительных органов, а не для военного использования.[1][3]
- Aligator 4x4 PV" (словац. Prieskumné vozidlo, "Разведывательная машина") - серийный вариант. Лёгкая бронированная наземная машина-амфибия, предназначенная в качестве основного военного варианта для использования в вооруженных силах.[1][3]
- "Aligator 4x4 PVS" (словац. Pohyblivé veliteľské stanovište, "Мобильная командная позиция") - серийный вариант. Командно-штабная машина, производная от стандартного разведывательного варианта.[1][4]
- "Aligator 4x4 DPP" (словац. Delostrelecká pohyblivá pozorovateľňa, "Передвижной наблюдательный пункт для артиллерии") - серийный вариант. Разведывательная версия, предназначенная для дальней разведки и наведения артиллерии.[1][5]
- "Aligator 4x4 ŽV" (словац. Ženijné vozidlo, "Инженерное транспортное средство") - серийный вариант. Инженерная версия машины, созданная на основе стандартного разведывательного варианта.[1][6]
- "Aligator 4x4 RCHBO" (словац. Radiačná, chemická a biologická ochrana, "Радиационная, химическая и биологическая защита") - производственный вариант. Специализированная версия транспортного средства, специально разработанная для эксплуатации в условиях повышенного риска, подверженных воздействию радиационного, химического и биологического оружия.[1][7]
- "Aligator 4x4 PPS" (словац. Pozorovacie prieskumné stanovište, "Наблюдательная разведывательная позиция") - прототип разведывательного варианта, оснащенный боевым модулем MBK-2 производства MOWAG, содержащей увеличительное оборудование, тепловизионную камеру и пулемёт MAG, управляемый изнутри машины.[1][8]
- "Aligator 4x4 PLN" (словац. Predsunutý letecký navádzač, "*Транспортное средство переднего авиадиспетчера") - прототип транспортного средства, используемого для связи и наведения с воздуха на поле боя. В некоторой степени сравним с серийно выпускаемым вариантом DPP.[1][9]
- "Aligator 4x4 Mini-Samson" - прототип тяжеловооруженного варианта машины, оснащенный боевым модулем Rafael Mini-Samson, которая содержит систему SADS и многоцелевой ПТРК Spike, управляемый изнутри машины.[1][10]
- "Aligator 6x6" - концепт шестиколесной и несколько более вместительной версии транспортного средства для выполнения задач, сравнимых с задачами мобильной машины пехоты, полевой машины скорой медицинской помощи и тому подобного.[1]
- "Aligator 4x4 Master" - прототип улучшенного и модернизированного варианта оригинального Aligator 4x4, созданный в 2000-х годах, предназначенный для использования в качестве тактической боевой машины.[11]

## Преемник
Планируемой моделью-преемником оригинальных Aligator 4x4 и Aligator 4x4 Master является Aligator Master II, впервые представленный на выставке IDEB defence expo в Братиславе в мае 2016 года. Представляет собой полностью переработанную концепцию оригинальной машины, увеличенную в размерах, способную перевозить до девяти человек (включая экипаж) и позиционируемую как специализированная мобильная машина пехоты и MRAP.
В отличие от оригинального Aligator, который был разработан в основном для нужд Вооруженных сил Словакии, Aligator 4x4 Master II также предназначен для экспортных продаж в ряд зарубежных стран. Компания Kerametal, один из первых разработчиков бронемашин Aligator 4x4, взяла на себя первоначальную разработку нового автомобиля, но подверглась критике за то, что представила новую модель с опозданием на несколько лет на и без того гораздо более конкурентном рынке военной техники. Aligator 4x4 Master II выпускается в двух базовых версиях: наземно-десантной и стандартной.